# Joséphine Japy

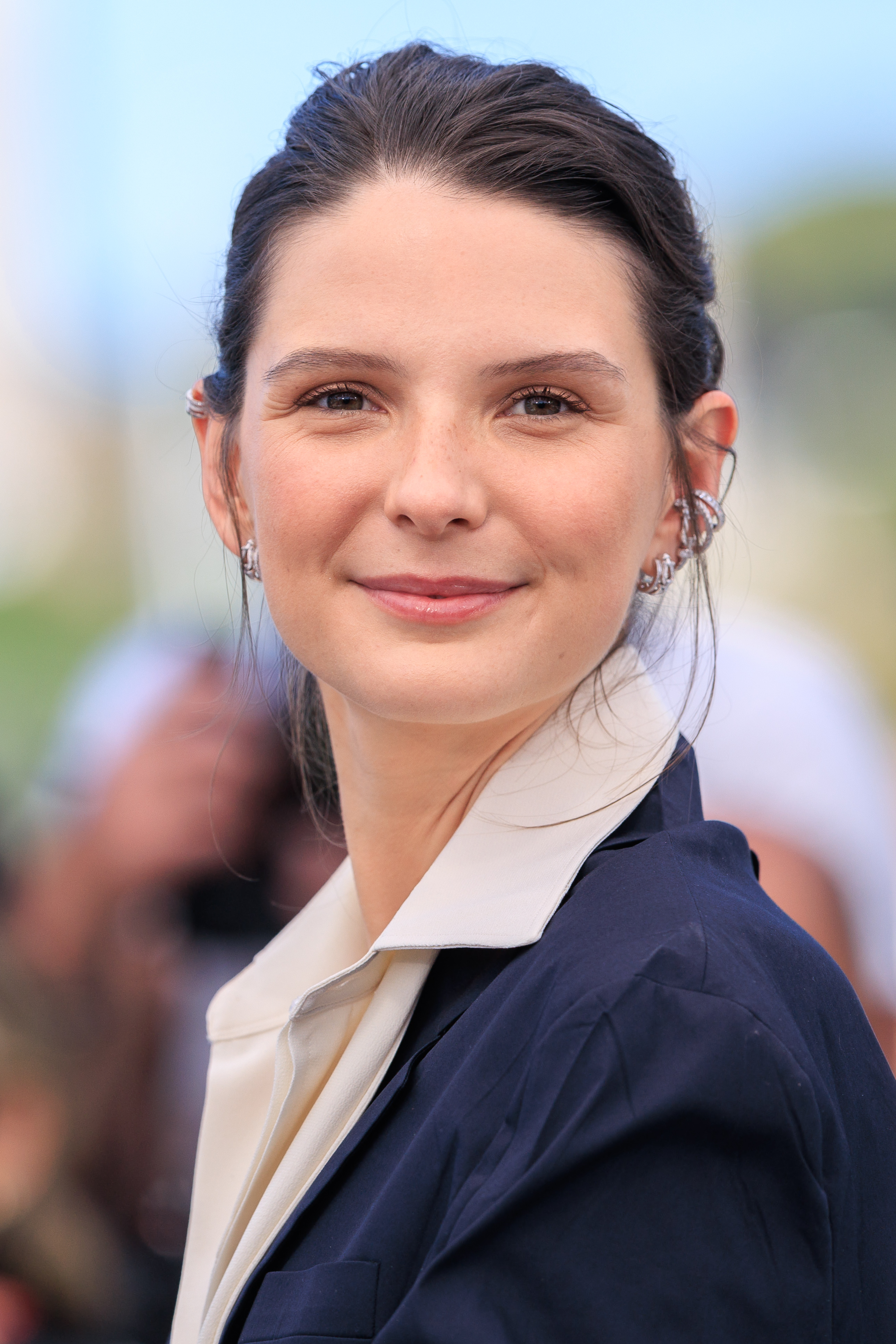
Joséphine Japy (2025)

Joséphine Japy (* 12. Juli 1994 in Paris) ist eine französische Schauspielerin.

## Leben
Joséphine Japy debütierte 2005 in dem Drama Les âmes grises als Schauspielerin. Mit ihrer Darstellung der Sängerin France Gall in My Way – Ein Leben für das Chanson, Florent Emilio Siris Filmbiografie über den Chansonsänger Claude François, spielte Japy erstmals eine tragende Rolle in einem international vermarkteten Film. Großen Erfolg feierte sie im Jahr 2015 mit der Hauptrolle in Mélanie Laurents Respire, der Verfilmung eines Romans von Anne-Sophie Brasme. Für ihre Darstellung erhielt sie eine Nominierung für den renommierten Prix Lumières in der Kategorie Beste Nachwuchsdarstellerin und wurde für den nationalen Filmpreis César ebenfalls als Beste Nachwuchsdarstellerin nominiert.
2025 gab sie mit Qui brille au combat ihr Debüt als Regisseurin, zugleich wra sie erstmals an einem Drehbuch beteiligt.
Seit 2014 ist Japy mit dem prominenten Fernsehsternekoch Jean Imbert liiert. Das Paar lebt und arbeitet in Paris.

## Filmografie (Auswahl)
- 2005: Les âmes grises
- 2009: Neuilly sa mère!
- 2011: Der Mönch (Le moine)
- 2012: My Way – Ein Leben für das Chanson (Cloclo)
- 2014: Respire
- 2015: Paris-Willouby
- 2016: Nicht meine Schuld (Irréprochable)
- 2018: Spitak
- 2018: Neuilly sa mère, sa mère!
- 2019: Meine geliebte Unbekannte (Mon inconnue)
- 2019: L’échappée
- 2021: Les fantasmes
- 2021: Eugénie Grandet
- 2022: Jack Mimoun et les secrets de Val Verde
- 2023: Auf dem Weg (Sur les chemins noirs)
- 2023: Tapie (Miniserie)
- 2025: The Wonderers (Qui brille au combat) (Regie und Drehbuch)